# Lisa Scaffidi

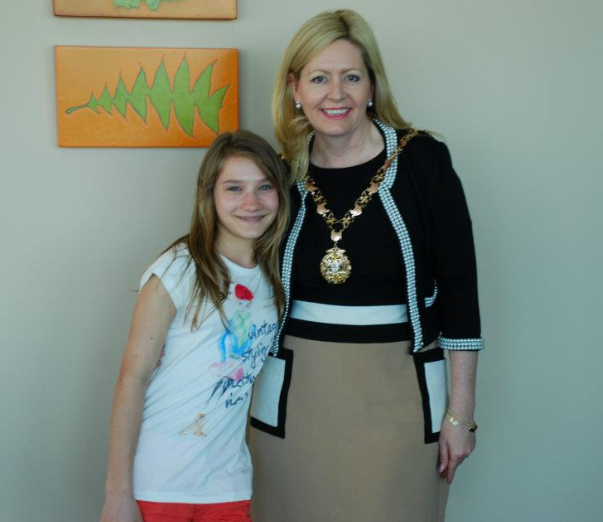
Lisa Scaffidi

Lisa Scaffidi, geb. Sanders, (* 12. Februar 1960 in Perth) ist die erste Oberbürgermeisterin der Stadt Perth, Western Australia.

## Leben
Scaffidi besuchte die Churchlands Grundschule und das Methodist Ladies 'College. Im Anschluss studierte sie Zahnheilkunde an der WA Institute of Technology (jetzt Curtin University). Sie arbeitete als Flugbegleiterin bei Trans Australia Airlines im Jahre 1980, später in der Hotellerie in einer Marketing-Funktion und hat in den 1990er Jahren dazu beigetragen, den Export von Schmucksteinen zu fördern. Sie war über 10 Jahre WA state director des Committee for Economic Development of Australia (CEDA).
Scaffidi gewann den Sitz in den Gemeinderatswahlen im Oktober 2007 nach dem Ausscheiden ihres Vorgängers, Peter Nattrass, der zuvor dieses Amt über einen Rekordzeitraum von 12 Jahren seit 1995 innehatte. Sie diente zwei Amtszeiten als Ratsmitglied vor der erfolgreichen Bewerbung um das Ober-Bürgermeisteramt (Lord Mayor of Perth-City). Sie sieht ihre Aufgabe als Vollzeitjob und zielt darauf ab, die Zugänglichkeit für die Mitgliedsgruppen zu maximieren. Im Oktober 2011 und 2015 stellte sie sich erfolgreich zur Wiederwahl und bestreitet nunmehr die dritte Amtsperiode. Seit dem 2. März 2018 ist sie und der Stadtrat von Perth suspendiert.
Sie ist seit 1992 mit dem Geschäftsmann Joe Scaffidi verheiratet.